# Пенькомочище
Пенькомо́чище  — гідрологічний заказник місцевого значення. Розташований на південній околиці міста Семенівка Семенівського району Чернігівської області.

## Загальні відомості
Гідрологічний заказник місцевого значення «Пенькомочище» створений рішенням Чернігівського облвиконкому від 27 грудня 1984 року № 454.
Заказник загальною площею 6 га розташований у Семенівському районі Чернігівської області, перебуває у віданні ДП «Семенівське лісове господарство» кв. 58, 59.

## Завдання
- збереження в природному стані низинно-осокового болота — регулятора водного режиму прилеглих територій;
- охорона умов відтворення, відновлення чисельності рідкісних рослин та тварин;
- проведення наукових досліджень і спостережень;
- підтримання загального екологічного балансу в регіоні;
- поширення екологічних знань тощо.